# کانون مربیان فوتبال ایران
درباره کانون: 
- تاسیس کانون
- سال ۱۳۸۰ تا ۱۳۸۶
- سال ۱۳۸۶ تا ۱۳۸۹
- سال ۱۳۸۹ تا ۱۳۹۲
- تشکیل اتحادیه مربیان
- سال ۱۳۹۲ تا ۱۳۹۵
- سال ۱۳۹۵ تا 1399
- سال 1399 تا کنون
- روسای کانون مربیان فوتبال ایران در ادوار مختلف
تاسیس کانون مربیان فوتبال ایران:
کانون مربیان فوتبال ایران در تاریخ ۱۳۸۰/۹/۷  تحت شماره ۱۳۴۸۴ در اداره ثبت شرکتها و موسسات غیرتجاری و با اهداف اولیه زیر به ثبت رسید:
-  ارتقا دانش فنی مربیان در زمینه های علمی، فرهنگی و ورزشی
-  زمینه سازی برای بسط و مشارکت فعال مربیان در عرصه های علمی و ورزشی
-  تقویت روحیه تعاون، نیکوکاری، نوع دوستی و کمک به دیگران
-  ترغیب به رعایت نظم و احترام به قانون در جامعه
اسامی هیات موسس کانون مربیان فوتبال ایران: 
-  حسین رمضانی 
-  مرتضی قنبریها 
-  محمد قاسم صانعی
-  فریدون زهرایی
-  حسین قربانی
-  حسین ایجودپی 
-  محمدمهدی جباری 
- سال ۱۳۸۰ تا ۱۳۸۶ :
پس از ثبت رسمی کانون مربیان فوتبال ایران در آذر ماه سال ۱۳۸۰، اعضای هیات موسس کانون مربیان فوتبال ایران با مشخص نمودن مسئولیت های مربوطه، بعنوان نخستین هیات مدیره کانون مربیان فعالیت خود را آغاز نمودند:
-  حسین رمضانی : رییس هیات مدیره
-  مرتضی قنبریها : نایب رییس هیات مدیره
-  محمد قاسم صانعی: خزانه دار هیات مدیره
-  فریدون زهرایی: عضو هیات مدیره
-  حسین قربانی: عضو هیات مدیره
-  حسین ایجودپی: عضو علی البدل هیات مدیره
-  محمدمهدی جباری: عضو علی البدل هیات مدیره
شرح فعالیت ها:
-  تلاش برای معرفی کانون مربیان فوتبال ایران به جامعه مربیان
-  مکاتبه با باشگاهها ورزشی، دانشگاهها، وزارتخانه ها و ارگان های مختلف با هدف معرفی و اعلام موجودیت کانون
-  تشکیل نشست های تخصصی در حوزه مربیگری فوتبال
- سال ۱۳۸۶ تا ۱۳۸۹:
در تاریخ ۱۳۸۶/۹/۱۴  و با توجه به اتمام دوره فعالیت هیات مدیره قبلی کانون مربیان، جلسه مجمع عمومی کانون در سالن اجتماعات شهرداری منطقه ۹ تهران تشکیل شد. مهمترین دستورجلسه مجمع، انتخاب اعضای جدید هیات مدیره و بازرس کانون بود که در نهایت افراد ذیل بعنوان اعضای جدید هیات مدیره انتخاب شدند:
-  بهمن فروتن: عضو و  رییس هیات مدیره
-  مجید جلالی: عضو هیات مدیره و دبیرکل کانون
-  احمد طوسی: عضو هیات مدیره
-  عبدالعلی چنگیز: عضو هیات مدیره
-  مجید صالح: عضو هیات مدیره
-  ناصر صالح: عضو و خزانه دار هیات مدیره
-  حسین آبانگاه: عضو هیات مدیره
در این دوره تلاش های مجید جلالی و افرادی که بعنوان مسئولین کمیته ها منصوب شده بودند باعث معرفی بیشتر و شناساندن بهترکانون به جامعه شد. دبیر کل وقت کانون( مجید جلالی) با انتصاب افراد زیر،اقدام به تشکیل کمیته های تخصصی کانون نمود:
-  قائم مقام دبیرکل: حسین آبانگاه
- کمیته اجرایی: سعید ناصری
-  کمیته آموزش: غلامرضا قلی پور و سپس حمید زحمتکش
-  کمیته طرح و برنامه: رضا نظری پور و مصطفی سفال منش
-  کمیته حقوقی: احمدرضا براتی
-  کمیته پذیرش: محسن اسماعیلزاده
-  کمیته استانها: حمید زحمتکش و سپس علی ایرانمنش
-  کمیته روابط عمومی: بهنام مددی
مربیان متعهد و علاقه مند دیگری چون اسدعابدینی، بهزاد نوشادی، سینا بدری، شروین طاهری،اسلام کریمی، پویان فیال، مهدی حسین پور، معین دلاوری، وحید رستمی، محمدصادق یزدانی، علی چراغعلی خانی، بهروز امین پور و .... در این سالها با کانون مربیان همکاری نمودند.
شرح فعالیت ها:
-  برگزاری نشست های تخصصی بین مربیان فوتبال کشور تحت نام تالار گفتگو
-  چاپ نشریه تخصصی مربیان فوتبال با نام نیمکت
-  برگزاری دوره های آموزشی برای مربیان فوتبال ایران
-  اقدام به عضوگیری
-  تشکیل کمیته های تخصصی زیر نظر دبیرکل کانون
-  انتصاب نمایندگان استانی
سال ۱۳۸۹ تا ۱۳۹۲
در  روز ۲۹ اردبیهشت ماه ۱۳۸۹ و با حضور ۵۱ نفر از اعضا،انتخابات هیات مدیره کانون مربیان فوتبال ایران برگزار گردید و درنهایت هیات مدیره  و بازرسان جدید انتخاب شدند:
-  بهمن فروتن: عضو و رییس هیات مدیره
- مجید جلالی : عضو هیات مدیره و  دبیرکل کانون
-  حسن روشن  :عضو هیات مدیره
-  يعقوب وطني : عضو هیات مدیره
- محسن اسماعيل‌زاده : عضو هیات مدیره و خزانه دار
اعضای علی البدل:
-  حسين چرخابي : عضو علی البدل
-  حسين آبانگاه : عضو علی البدل
بازرسان:
- سعيد ناصري 
- رسول شاكر 
فعالیت کمیته ها در این دوره نیز تحت نظر دبیرکل وقت ادامه یافت:
-  قائم مقام دبیرکل: حسین آبانگاه
-   کمیته اجرایی: سعید ناصری
-  کمیته آموزش: حمید زحمتکش
-  کمیته طرح و برنامه: رضا نظری پور و مصطفی سفال منش
-  کمیته حقوقی: احمدرضا براتی
-  کمیته پذیرش: محسن اسماعیلزاده
-  کمیته استانها: علی ایرانمنش
-  کمیته روابط عمومی: بهنام مددی
شرح فعالیت ها:
-  برگزاری نشست های تخصصی بین مربیان فوتبال کشور تحت نام تالار گفتگو
-  چاپ نشریه تخصصی مربیان فوتبال با نام نیمکت
-  ب
رگزاری دوره های آموزشی برای مربیان فوتبال ایران
-  فعالیت کمیته های تخصصی زیر نظر دبیرکل کانون
-  برگزاری انتخابات استانی
- تصویب اساسنامه جدید
درسال پایانی فعالیت این دوره هیات مدیره کانون، تشکیل اتحادیه مربیان توسط اتحادیه فوتبال تاثیرچشمگیری برروند فعالیت های کانون مربیان داشت که تغییر اساسنامه یکی از مهمترین اتفاقات این دوره به شمار می رود.
تشکیل اتحادیه مربیان:
در تاریخ  ۱۳۹۱/۳/۲۱  عزیزالله محمدی رییس وقت اتحادیه فوتبال اقدام به دعوت از مربیان بزرگ فوتبال کشور با هدف تشکیل اتحادیه مربیان فوتبال نمود که در نهایت پس از نشست افراد زیر بعنوان اعضای هیات موسس انتخاب شدند:
-  فیروز کریمی ۳۳ رای 
- حسین فرکی ۳۲ رای 
-  رسول کربکندی و امیر قلعه نویی ۳۱ رای 
-  ناصر ابراهیمی، علی روبهانی و منصور ابراهیم زاده ۲۹ رای 
اعضای علی البدل: 
حمید درخشان 
بهمن فروتن 
سعید ناصری هم به عنوان دبیر این هیات انتخاب شد. 
هیات موسس بهمراه آقایان عزیزالله محمدی و دکتر مهدی محمودی در طی سه ماه اساسنامه اتحادیه مربیان را تدوین نمودند. پس از نگارش اساسنامه نشست هایی بین هیات موسس، عزیزالله محمدی و مجید جلالی برگزار گردید و پس از تصویب اساسنامه در مجمع کانون مربیان، مقرر گردید انتخابات جدید کانون براساس اساسنامه جدید و با حضور حداکثری مربیان بزرگ کشور انجام شود و نهایتا در انتخابات اردیبهشت ماه ۱۳۹۲ مجمع کانون بر اساس اساسنامه جدید تشکیل گردید.
سال ۱۳۹۲ تا ۱۳۹۵:
۲۱ اردیبهشت ماه ۱۳۹۲ انتخابات جدید کانون مربیان فوتبال ایران با هدف انتخاب اعضای جدید هیات مدیره و بازرسان کانون انجام شد و نفرات جدید توسط اعضای مجمع انتخاب شدند:
- مجید جلالی :             ۹۸ رای .  عضو هیات مدیره و رییس کانون
- منصور ابراهیم زاده:      ۷۵ رای.  عضو هیات مدیره
- بیژن ذوالفقارنسب:      ۷۰ رای.   عضو هیات مدیره
- جلال چراغپور:            ۶۸ رای.  عضو هیات مدیره و نائب رییس اول
- محمد مایلی کهن:       ۶۸ رای. عضو هیات مدیره و نائب رییس دوم
- بهمن فروتن :             ۵۵ رای . عضو هیات مدیره
- ناصر ابراهیمی:           ۵۰ رای.  عضو هیات مدیره
- حسین فرکی :             ۴۸ رای. عضو هیات مدیره
- رسول کربکندی:          ۴۳ رای. عضو هیات مدیره
- حمید درخشان:           ۴۰ رای.  عضو هیات مدیره
- علی ایرانمنش:           ۳۱ رای. عضو هیات مدیره
اعضای علی البدل:
- یعقوب وطنی           
- مسعود اقبالی 
- علی روزبهانی
- پرویز مظلومی
- شهرزاد مظفر
بازرسان:
- مصظفی سفال منش :     ۴۳ رای
- سعید ناصری:             ۴۰ رای
پس از برپایی نخستین نشست هیات‌مدیره  و انتخاب رییس و نواب رییس،مسئولین کمیته‌های کانون بشرح زیر انتخاب و معرفی شدند:
- سعید ناصری : دبیرکل کانون
- محسن اسماعیل زاده: خزانه دار
- جلال چراغپور : کمیته آموزش
- شهرزاد مظفر: کمیته بانوان
- علی ایرانمنش: کمیته استانها
- بهنام مددی: کمیته روابط عمومی
شرح فعالیت ها:
۱. انتخاب مربیان برتر سراسرکشور
۲. کاهش ضریب مالیاتی مربیان کشور
۳. ارائه طرح توسعه فوتبال پایه در سطح تیم‌های ملی
۴. رده بندی ماهانه مربیان کشور
سال ۱۳۹۵ تا ۱۳۹۸
در تاریخ ۷ دی ماه ۱۳۹۵ پنجمین انتخابات هیات مدیره کانون مربیان فوتبال کشور در تالار اجتماعات شهرداری منطقه ۹ تهران برگزار گردید و با رای اعضای مجمع کانون افراد زیر انتخاب شدند:
-  حسین فرکی:              ۵۴ رای. نائب رییس اول کانون مربیان فوتبال ایران
- مجید جلالی:               ۴۶ رای.
- بیژن ذوالفقارنسب:       ۴۴ رای. رییس کانون مربیان فوتبال ایران
- منصور ابراهیم زاده:    ۴۳ رای. 
- سعید ناصری:            ۳۷ رای. دبیرکل کانون مربیان فوتبال ایران
- سیامک رحیم پور:       ۳۵ رای.
- شهرزاد مظفر:           ۳۵ رای. نائب رییس سوم کانون مربیان فوتبال ایران
- محمود یاوری:           ۳۲ رای.
- محمد مومنی:            ۲۸ رای. خزانه دار کانون مربیان فوتبال ایران 
- حمید درخشان:          ۲۸ رای. نائب رییس دوم کانون مربیان فوتبال ایران 
- نیما نکیسا:               ۲۷ رای.
اعضای علی البدل:
- سعید حفظی فر
- نادر فریادشیران
- پرویز مظلومی
- بهمن فروتن
- مسعود میرزاده
بازرسان:
- مصطفی سفال منش:      ۳۷ رای
- ناصر فریادشیران:        ۲۴ رای
پس از برگزاری نخستین نشست هیات‌مدیره  و انتخاب رییس ، نواب رییس، دبیر و خزانه دار، مسئولین کمیته‌های کانون بشرح زیر انتخاب و معرفی شدند:
- محمود یاوری:             کمیته پیشکسوتان
- مسعود میرزاده:           کمیته آمار و اطلاعات
- سعید حفظی فر:           کمیته امور فرهنگی
- سیامک رحیم پور:        کمیته حقوقی
- شهرزاد مظفر:            کمیته بانوان
- علی ایرانمنش:            کمیته استانها
- محسن اسماعیلزاده:      کمیته پذیرش
- مهدی محمودی:          کمیته بین الملل
- شهر
ام
رویین دل:        کمیته روابط عمومی
شرح فعالیت ها:
۱- نگارش اساسنامه جدید و تصویب در مجمع
۲-  نگارش اساسنامه استان ها و آیین نامه های مختلف
۳-  برگزاری مجامع سالانه کانون مربیان فوتبال ایران 
۴-  انتخاب و تجلیل از مربیان برتر سالهای  ۱۳۹۵ و ۱۳۹۶
۵-  ارتباط مستقیم با وزارت ورزش و جوانان ( دفتر کانون مربیان در این سالها در وزارت ورزش و جوانان بود.)
۶-  توسعه فعالیت های رسانه ای کانون
۷-  انتخاب و تجلیل از ده مربی برتر تاریخ فوتبال کشور
سال ۱۳۹۸ تاکنون:
در تاریخ ۱۲ آبان ماه ۱۳۹۸ ششمین انتخابات هیات مدیره کانون مربیان فوتبال کشور در تالار اجتماعات وزارت ورزش و جوانان و با حضور ۹۴ نفر از اعضای مجمع برگزار گردید که درنهایت اعضای هیات مدیره و بازرسان بشرح زیر انتخاب شدند:
۱-  دکتر بیژن ذوالفقارنسب ۸۷ رای : رئیس کانون
۲-  محمود یاوری ۷۴ رای
۳-  حسین فرکی ۷۱ رای : نائب رئیس اول
۴ - نیما نکیسا ۶۸ رای
۵ -  حمید درخشان ۶۰ رای : نائب رئیس دوم 
۶ - هادی طباطبایی ۵۷ رای
۷ -  محمد مومنی ۵۴ رای : خزانه دار
۸ -  سعید ناصری ۵۳ رای: دبیرکل
۹ - حسین شمس ۵۱ رای
۱۰ - سیامک رحیم پور ۵۰ رای
۱۱ - علیرضا پورمند ۵۰ رای
۱۲ - نادر فریادشیران ۴۹ رای
۱۳ - بهمن فروتن ۴۲ رای
۱۴ - مسعود میرزاده ۴۱ رای
۱۵ - سعید حفظی فر ۴۰ رای
همچنین ناصر فریادشیران به عنوان بازرس اول و آقایان کوروش برمک و مصطفی سفال منش به عنوان بازرس دوم انتخابات شدند.
- محمود یاوری:             کمیته پیشکسوتان
- نادر فریادشیران:           کمیته اقتصادی
- مسعود میرزاده:           کمیته امور استانها
- حسین شمس:            کمیته فوتسال
- نیما نکیسا:                کمیته آموزش
- سیامک رحیم پور:        کمیته حقوقی
- مهدی محمودی:          کمیته بین الملل
- شهرام رویین دل:        کمیته روابط عمومی
استاد محمود یاوری که همواره حضور فعال و تأثیرگذاری در کانون مربیان فوتبال ایران داشتند متاسفانه در تاریخ ۲۰ آبان ماه ۱۳۹۹ دعوت حق را لبیک گفته و چشم از جهان فروبستند. روحشان شاد و یادشان گرامی.
شرح فعالیت ها:
۱- چاپ و انتشار نشریه تخصصی مربی ویژه مربیان کشور
۲- عقد تفاهم نامه همکاری با سازمان جهاد دانشگاهی
۳- در این دوره برای نخستین بار کانون مربیان صاحب دفتر مستقل شد.
۴- راه اندازی تعاونی مسکن مربیان
۵- ارائه خدمات صنفی رفاهی به مربیان کشور
۶- ارتباط مستمر با جامعه پیشکسوتان کشور
۷- برگزاری مجمع سالیانه سال ۱۳۹۹
۸- برگزاری آئین نکوداشت مربیان برتر سال

## فهرست برگزیدگان

### فصل ۹۴–۱۳۹۳

#### مربی ماه
| سال  | ماه     | نام سرمربی     | تیم               | منبع  |
| ---- | ------- | -------------- | ----------------- | ----- |
| ۱۳۹۳ | بهمن    | یحیی گل‌محمدی   | ذوب‌آهن اصفهان     | [ ۱ ] |
| ۱۳۹۳ | اسفند   | تونی اولیویرا  | تراکتورسازی تبریز | [ ۲ ] |
| ۱۳۹۴ | فروردین | دراگان اسکوچیچ | فولاد خوزستان     | [ ۳ ] |

## برترین‌های فصل
- بازیکنان برتر:[۴][۵][۶]

| عنوان             | رتبه اول (امتیاز)       | رتبه دوم (امتیاز)     | رتبه سوم (امتیاز) |
| ----------------- | ----------------------- | --------------------- | ----------------- |
| بهترین دروازه‌بان  | علیرضا بیرانوند (۲۱۴)   | مهدی رحمتی (۱۰۷)      | علیرضا سلیمی (۳۸) |
| بهترین مدافع      | مرتضی پورعلی‌گنجی (۱۳۳)  | ووریا غفوری (۷۷)      | هادی عقیلی (۳۵)   |
| بهترین هافبک      | آندرانیک تیموریان (۱۰۱) | امید ابراهیمی (۷۹)    | قاسم حدادی‌فر (۸۸) |
| بهترین مهاجم      | لوسیانو ادینهو (۱۰۶)    | سجاد شهباززاده (۷۱)   | کاوه رضایی (۵۸)   |
| بازیکن اخلاق      | ابراهیم صادقی (۸۵)      | محرم نویدکیا (۳۶)     | خسرو حیدری (۳۳)   |
| پدیده لیگ         | مهدی طارمی (۸۳)         | امیرارسلان مطهری (۷۸) | مهدی شریفی (۴۹)   |
| بهترین بازیکن لیگ | آندرانیک تیموریان (۷۴)  | لوسیانو ادینهو (۷۰)   | وحید امیری (۵۲)   |

- مربیان برتر:[۷]

| عنوان                | نام سرمربی      | تیم                  |
| -------------------- | --------------- | -------------------- |
| برترین مربی سال      | یحیی گل‌محمدی    | ذوب آهن              |
| برترین مربی لیگ برتر | علی‌رضا منصوریان | نفت تهران            |
| برترین مربی لیگ یک   | کوروش موسوی     | فولاد نوین خوزستان   |
| برترین مربی فوتسال   | وحید شمسایی     | تاسیسات دریایی تهران |
| مربی ویژه            | حسین فرکی       | سپاهان اصفهان        |